# Etex Group

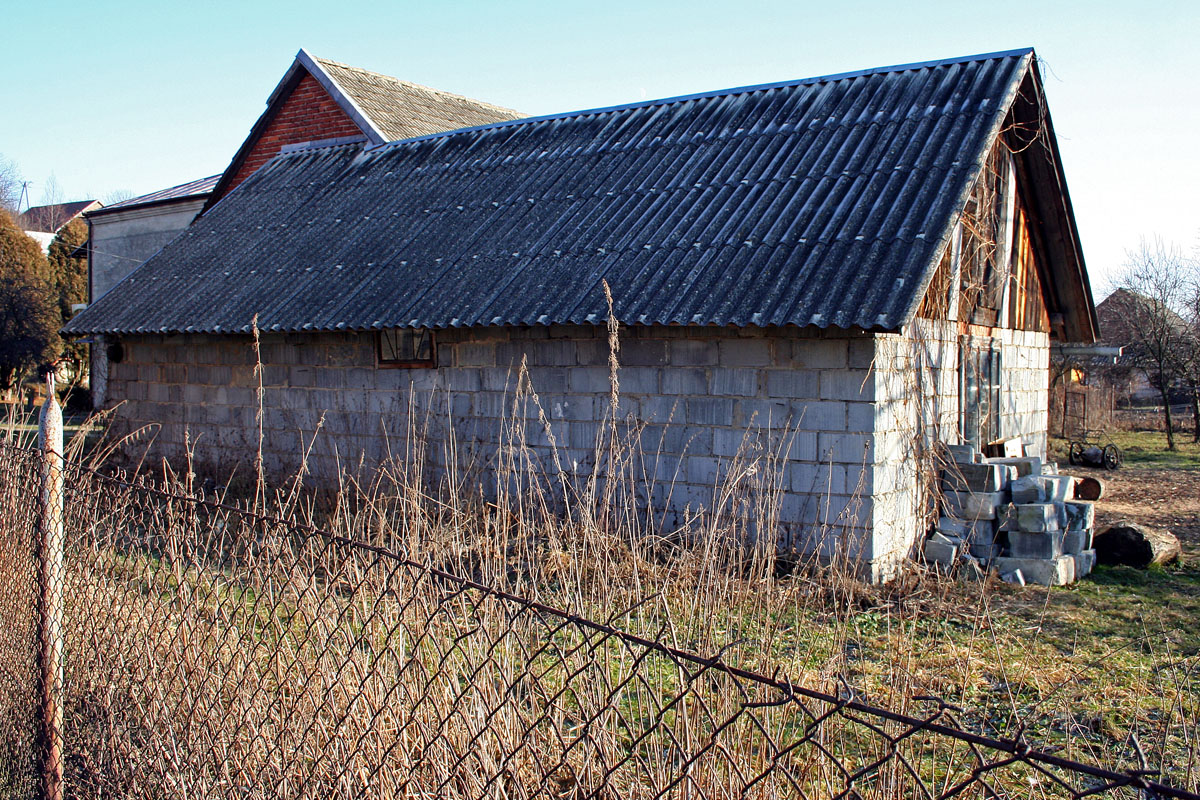
Eternit-dakdekking

Etex Group NV (Etex) is een internationale fabrikant van bouwmaterialen met een jaaromzet in 2024 van € 3.777 miljoen en 13.477 werknemers verspreid over 45 landen. Etex Group is nog steeds (grotendeels) eigendom van de familie Emsens. Het hoofdkantoor staat in Zaventem en het bedrijf heeft in België vestigingen in Kapelle-op-den-Bos, Sint-Niklaas, Desselgem en Tisselt. In Nederland in Goor en Farmsum.

## Geschiedenis
Het bedrijf werd in 1905 in België opgericht als Eternit door Kempenaar Alphonse Emsens (1856-1921), die een licentie had verworven voor het maken van cement dat versterkt is met asbestvezels; asbestcement. Deze techniek was in 1900 gepatenteerd door de Oostenrijkse uitvinder Ludwig Hatschek. Hoewel Hatschek initieel zelf het product wereldwijd wilde vermarkten ondervond hij moeite om in verschillende landen patenten aan te vragen, waardoor hij zijn techniek onder licentie verkocht aan honderden bedrijven wereldwijd.
- In 1930 breidde Eternit uit in Europa en startte met export richting Latijns-Amerika. Het succes van die export vertaalde zich in eerste niet-Europese vestiging. Eternit Argentinië opende in 1937.[2]
- In 1933 werd André Emsens (1900-1962), zoon van oprichter Alphonse Emsens, afgevaardigd bestuurder. Onder zijn impuls werd het familiebedrijf een multinational met vestigingen in Argentinië, Chili, Peru en Uruguay.
- Na de Tweede Wereldoorlog en de heropbouw daarna, groeide het bedrijf gestaag en werd het actief in nog meer landen.
- Vanaf 1949 werd uitgebreid naar Afrika en Azië.
- In 1957 werd Gyproc opgericht, een onderneming actie Heeft Demirs ingebrekestelling van asbestproducent Eternit wel zin? “Juridisch op los zand gebouwd”]f in het ontwikkelen van gipsplaten.
- In 1981 werd Promat overgenomen, een Duitse onderneming actief in het ontwikkelen van brandbestendig bouwmateriaal.
- In 1995 werd de naam van de overkoepelende 'Eternit Group' veranderd in 'Etex Group'.
- Pas in 1997 stopte Eternit met de productie van asbesthoudende producten.
- In 2011 werd een aandeel van 80% overgenomen van de Europese en Latijns-Amerikaanse gipsafdeling van Lafarge. De overige 20% werd gekocht in 2013.
- In 2014 werd tijdens het mandaat van minister Schauvliege een dading afgesloten tussen Eternit en de Vlaamse overheid waarin werd afgesproken dat het bedrijf tussen 2014 en 2030 4,8 miljoen euro zou betalen voor de verwijdering van asbestafval, een bedrag dat ver onder de reële kost voor asbestverwijdering in Vlaanderen ligt.[3]
- In 2017 volgde de overname van het Spaanse Pladur.[4]
- In 2020 werd dochteronderneming Creaton verkocht aan het Franse Terreal.[5]
- In 2021 volgden verschillende overnames. Sigmat, marktleider in het Verenigd Koninkrijk op gebied van productie van lichtgewicht stalen frames. Horizon Offsite, ook actief in productie van stalen frames in het Verenigd Koninkrijk en Ierland. Evolusion Innovation, een offsite engineering en consultancy bureau. Meerderheidsaandeel in e-Loft, een offsite bouwonderneming met hoofdzetel in Ploufragan, Frankrijk.[6][7]
- In 2022 integreerde het Spaanse Ursa Insulation in Etex Group.[8]
- In 2023 volgde de overname van de Deense isolatiespecialist Skamol.[9] In juni werd Remagin gelanceerd, een nieuw merk dat zich zal focussen op offsite constructie. Remagin is een groepering van bestaande Etex merken (EOS framing, Horizon Offsite en Sigmat).[10] In oktober werd aangekondigd dat Etex de vezelcement en gipsplatenonderdelen van het Australische BGC overneemt.[11] In december volgde de overname van vezelcementinnovator SCALAMID.[12]
- In 2024 finaliseerde Etex de in oktober 2023 aangekondigde overname van de vezelcement- en gipsplatenonderdelen van het Australische BGC.[13]
- In 2025 opende het bedrijf een productievestiging voor gipsplaten in Bristol, Verenigd Koninkrijk, met een gerapporteerde investering van 200 miljoen euro. In datzelfde jaar introduceerde Etex een volledig gerecycleerde gipsplaat, ontwikkeld in hun onderzoekscentrum in Avignon.[14]

## Organisatie
Het hoofdkantoor van Etex Group is sinds 2018 het PassPort Building in Zaventem. Het gebouw van 28.200m² werd ontworpen door Jaspers-Eyers Architects. Daarnaast is Etex Group wereldwijd actief in 45 landen op meer dan 160 locaties.
Etex Group is voornamelijk actief in Europa en Latijns-Amerika. De groepsomzet bedroeg in 2024 ongeveer 3,77 miljard euro. Jaarlijks wordt meer dan 25 miljoen euro geïnvesteerd in innovaties.

### Resultaten
| Jaar | Omzet   | REBITDA | Nettoresultaat | Werknemers |
| ---- | ------- | ------- | -------------- | ---------- |
| 2024 | € 3.777 | € 695   | € 264          | 13.477     |
| 2023 | € 3.808 | € 712   | € 278          | 13.777     |
| 2022 | € 3.714 | € 645   | € 275          | 13.912     |
| 2021 | € 2.972 | € 570   | € 268          | 12.214     |
| 2020 | € 2.616 | € 484   | € 215          | 11.387     |
| 2019 | € 2.940 | € 483   | € 187          | 13.260     |
| 2018 | € 2.897 | € 433   | €166           | 14.458     |
| 2017 | € 2.794 | €420    | €141           | 14.510     |
| 2016 | €2.883  | €417    | €135           | 15.011     |
| 2015 | €3.054  | €409    | €126           | 17.229     |

### Leiding
De dagelijkse leiding is in handen van:
- Bernard Delvaux (BE), CEO
- Mel de Vogue (FR), CFO
- Hans Van Der Steen (BE), Head of Division Exteriors
- Jochen Friedrichs (DE), Head of Division Building Performance
- Tanguy Vanderborght (BE), Head of Division Industry
- Efrén Del Pino (ES), Head of Division Insulation
- Patrick Balemans (BE), Chief Sustainability and CSR Officer
- Louise Cail (UK), Chief Human Resources Officer
- Christophe David (FR), Chief Manufacturing Officer
- Virginie Lietaer (BE), Chief Legal Officer
- Carla Sinanian (SE), Chief Strategy Office
- Didier Staquet (BE), Chief Performance Officer

### Activiteiten
De zakelijke activiteiten zijn historisch gedecentraliseerd en verdeeld over vier wereldwijde divisies:
- Building Performance, met de nadruk op systemen voor droogbouw, pleisters en composieten, vezelcement, passieve brandbeveiliging en bijbehorende producten
- Exteriors, met de nadruk op vezelcementmaterialen voor architectuur, woningbouw en landbouw
- Industry, met de nadruk op krachtige isolatie- en brandbeveiligingsoplossingen voor industriële actoren
- Insulation is toegevoegd als nieuwe divisie na de overname van URSA[17].

## Etex Group in de Benelux

### Nederland
Etex Group stelt 220 werknemers te werk in Nederland vanuit 2 locaties. Waaronder:
- Etex Farnsum, productie en ontwikkeling van verschillende plaatmaterialen geschikt voor de bouw via Siniat.
- Etex Goor, regionaal kantoor met focus op merken Cedral, Equitone, Eternit en Promat.

### België
Etex Group stelt 1.585 werknemers te werk in België vanuit 4 locaties. Waaronder:
- Etex Group HQ, het hoofdkantoor in het PassPort Building in Zaventem.
- Etex Sint-Niklaas, productie voor microporeus isolatiemateriaal.
- Etex Innovatiecentrum in Kapelle-op-den-Bos, research en ontwikkeling van constructiematerialen op basis van vezelcement via Cedral.
- Etex Innovatiecentrum in Tisselt, research en ontwikkeling van constructiemateriaal gelinkt aan passieve brandbescherming via Promat.

### Luxemburg
Etex Group stelt 20 werknemers te werk in Groothertogdom Luxemburg. vanuit 1 locatie. 
- Etex Strassen, regionaal hoofdkantoor met focus op merken Cedral, Equitone, Eternit, Promat en Siniat.

## Asbest
Oorspronkelijk bevatten de producten van Eternit asbestvezels, maar nadat onomstotelijk was bewezen dat je door asbest mesothelioom kunt oplopen, waardoor het ernstig kankerverwekkend is, werd het gebruik ervan in vele landen uiteindelijk verboden. In Nederland werd de productie en verkoop van asbest-bouwmaterialen stopgezet na het verbod in 1993. In België stopte Eternit na een overgangsperiode in 1997 met de productie van asbestcement-bouwmaterialen, voor het verbod in 1998. In 2002 stopte Eternit wereldwijd.
Op plaatsen waar fabrieken staan die asbest verwerkten, werden vaak niet alleen de werknemers aan asbest blootgesteld. Asbestafval kon gratis worden afgehaald om bijvoorbeeld boerenpaden te verharden en veel werknemers en hun kennissen konden zeer goedkoop isolatiemateriaal van de fabriek krijgen. In een ruime omtrek om Goor, Kapelle-op-den-Bos en Tisselt is bodemverontreiniging met asbest aan te treffen. 
De Goorse nieuwbouwwijk De Hogenkamp bleek op ernstig met asbest verontreinigde grond te zijn gebouwd. De gemeente draaide, met steun van hogere overheden, op voor de kosten van de bodemsanering op voorwaarde dat de bewoners geen schadeclaims zouden indienen. Niet alleen medewerkers en hun familieleden liepen mesothelioom op, in de gemeente Hof van Twente waar Goor deel van uitmaakt was in de periode 1996-2002 het verwachte aantal sterfgevallen als gevolg van mesothelioom het tienvoudige van het landelijk gemiddelde en kwam de aandoening onder vrouwen vier keer zo vaak voor.
Uit een vervolgonderzoek bleek dat de meerderheid van de gevallen van mesothelioom rondom Goor toe te schrijven was aan milieublootstelling aan asbest.
Ook in Harderwijk, waar zusterfabriek Asbestona stond, is veel asbestverontreiniging aanwezig. 
Sinds 2002 wordt het gebruik van asbest in alle productieprocessen volledig stopgezet. In 2005 verbood de Europese Unie het gebruik van asbest.

## Veroordelingen
In februari 2012 zijn twee voormalige eigenaren van Eternit, de Belgische baron Louis de Cartier de Marchienne en de Zwitserse miljardair Stephan Schmidheiny, door een rechtbank in Turijn veroordeeld tot ieder 16 jaar gevangenisstraf omdat ze verantwoordelijk worden gehouden voor de dood van 3.000 Italiaanse asbestslachtoffers. Cartier overleed in 2013 op 91-jarige leeftijd enkele dagen voor het proces in hoger beroep begon. Het Italiaanse Hof van Cassatie vernietigde op 19 november 2014 de gevangenisstraf van Schmidheiny. Schmidheiny gaf in een interview in 2015 aan dat de gerechtelijke procedures in Italië een diepe indruk op hem hebben gemaakt en beweerde dat de gezondheidsrisico’s van asbest pas bekend werden na zijn engagement binnen Eternit.
Eternit is in 2011 door de Brusselse rechtbank van eerste aanleg (met betrekking tot de vestiging in Kapelle-op-den-Bos) veroordeeld tot het betalen van een schadevergoeding van 250.000 euro aan de familie van Françoise Jonckheere, die in 2000 overleed aan longvlieskanker. Haar echtgenoot werkte bij Eternit en overleed in 1987 al aan dezelfde ziekte. Het bedrijf ging hiertegen in beroep. In maart 2017 werd de veroordeling van Eternit door hof van beroep in Brussel bevestigd. Het bedrag van de schadevergoeding werd echter gevoelig verminderd tot 25.000 euro   Eternit aanvaardde de veroordeling en ging niet in cassatie.

## Verspreiding
Etex Group heeft bedrijven verspreid over alle continenten.
Bijvoorbeeld over India verspreid had het vijf fabrieken, onder meer in Kymore (Eternit Everest Industries Limited), waarover de documentaire Ademloos o.a. gaat. Etex verwierf er 49% van de aandelen in 1989 en verkocht deze na het verbod in België (1998) in 2001 aan ACC Limited, een Indiase cementproducent met hoofdzetel in Mumbai.  Er zijn met (chrysotiel)asbestafval vervuilde gebieden, waaronder een van 600.000 m². De bevolking begint de gezondheidsrisico's te begrijpen. De vervuilde terreinen zijn echter vaak niet als zodanig aangeduid. Arme werknemers bouwen rustig hun woninkjes erop. Zij hebben geen keus: "Als ik blijf werken, sterf ik aan een longziekte, maar als ik stop met werken, sterf ik van armoede."
Er wordt een rechtszaak aangespannen in Brussel. Het hof erkent de verantwoordelijkheid van Eternit/Etex. Schadevergoedingen worden toegekend.

## Documentaires
- Ademloos, documentaire over de dodelijke asbestindustrie, Daniel Lambo, België, 2018
- De Asbesterfenis, Pano, VRT, 26 maart 2025